# 下瀬高町
下瀬高町（しもせたかまち）は、福岡県山門郡にあった町。現在のみやま市の一部。

## 地理
矢部川下流左岸の平野に位置していた。

## 歴史
- 1889年（明治22年）4月1日 - 町村制の施行により、山門郡下庄町の一部が町制施行し、下瀬高町が発足[1][2]。大字は下庄のみ[1]。
- 1899年（明治32年）- 江崎銀行設立[1]
- 1901年（明治34年）1月1日 - 山門郡上瀬高町と合併し瀬高町を新設して廃止された[1][2]。

## 交通
- 1891年（明治24年）- 九州鉄道矢部川駅（現瀬高駅）開設[1]